# Alvar Aalto
Hugo Alvar Henrik Aalto (Kuortane, Gran Ducado de Finlandia, Imperio ruso; 3 de febrero de 1898-Helsinki, Finlandia, 11 de mayo de 1976) fue un arquitecto y diseñador finlandés. Formó parte del Movimiento Moderno y participó en los CIAM (Congresos Internacionales de Arquitectura Moderna). Ha sido el único arquitecto de la Segunda generación del Movimiento Moderno reconocido como «maestro», equiparándose así a los grandes maestros del Periodo heroico del Movimiento Moderno Le Corbusier, Mies van der Rohe , Gropius y Frank Lloyd Wright En su honor se concede cada cinco años el premio Medalla Alvar Aalto.

## Biografía
Aalto nació en Kuortane, en ese momento dentro del Gran Ducado de Finlandia, parte del Imperio Ruso.Su padre, Johan Henrik Aalto, se dedicaba a proyectos medioambientales, mientras que su madre, Selma Mathilda Hackstedt, era profesora.
Estudió bachiller en Jyväskylä y arquitectura en lo que hoy es la Universidad Politécnica de Helsinki, donde algunos profesores, y en especial Armas Eliel Lindgren, pertenecían al nacionalismo romántico, movimiento artístico que buscaba en las raíces históricas e identitarias de Finlandia para ensalzarla. En 1917 se alistó en la guerra civil finlandesa, concluida en 1918. Después de graduarse en 1921 realizó un dilatado viaje de estudios por el norte de Europa. En 1923 abrió su propio estudio de arquitectura en Jyväskylä. En 1925 contrajo matrimonio con Aino Marsio, arquitecta que colaboró en varios de sus proyectos. Los dos juntos viajaron por Europa Central e Italia. Durante esa década participó del pensamiento de varias vanguardias, especialmente de la Bauhaus, y estableció contactos con artistas y críticos, entre los que destacó Laszlo Moholy-Nagy. En 1928 fue nombrado miembro de los CIAM, los congresos más importantes de arquitectura moderna, en los que participaban arquitectos de la categoría de Le Corbusier y Sert. También colaboró un tiempo con Erik Bryggman, quien los instó a adoptar una modernidad más pura y funcionalista, enfrentándolo al clasicismo nórdico de sus primeras obras.

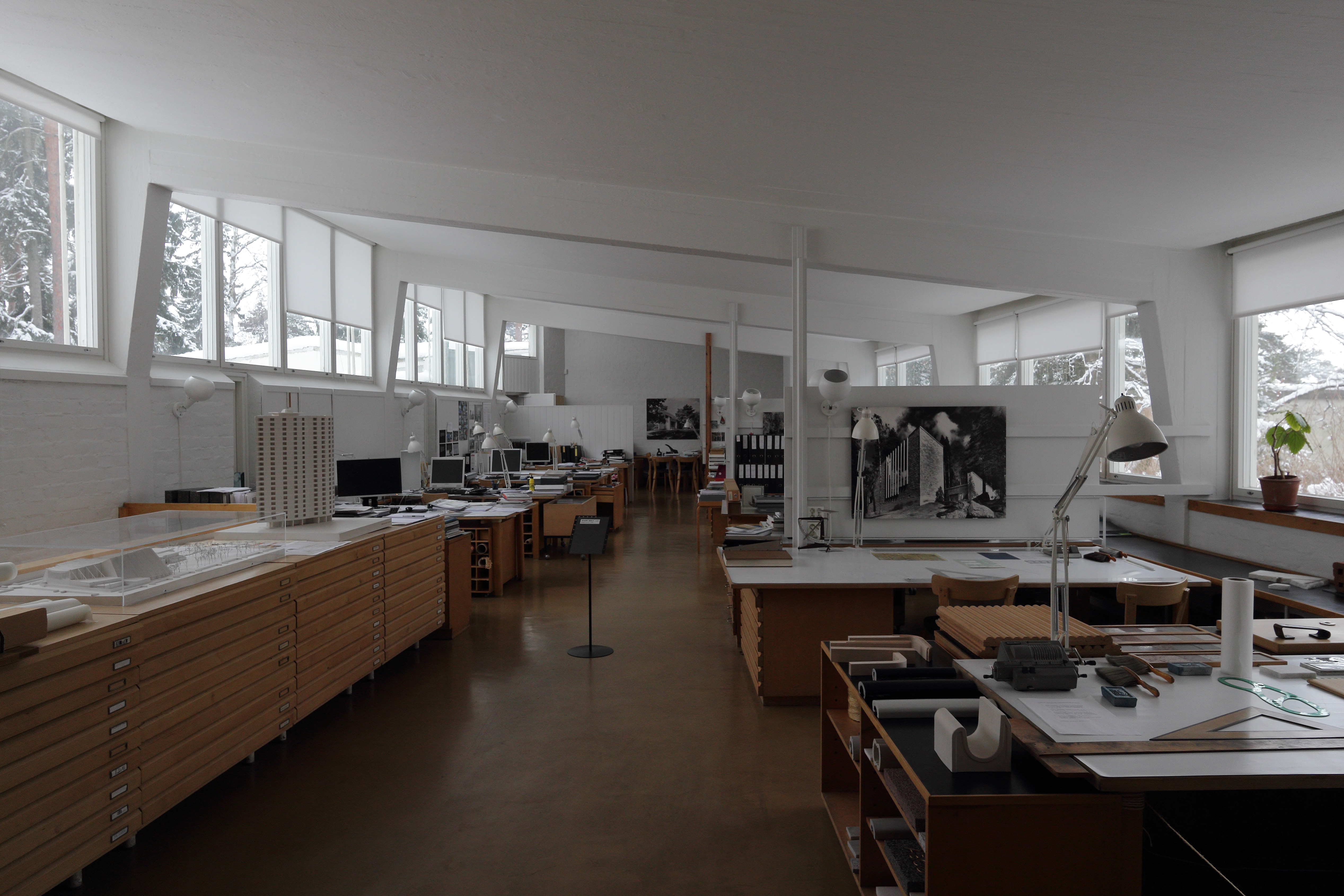
Estudio de Alvar Aalto en Helsinki (1954–56)

En 1927 se trasladó primero a Turku y luego a Helsinki en 1933, siendo ya un arquitecto de cierta reputación. La exposición de muebles en Londres de ese año, organizada por P. Shand, fue la primera de las muchas exposiciones internacionales de su obra, como la del MOMA en 1938. En 1935 su esposa Aino Marsio, Maire Gullichsen y él fundaron la empresa Artek, dedicada a la producción en serie de los diseños de la pareja de arquitectos. Para ella diseñó la primera silla apoyada en una estructura de madera autoportante, que fue patentada. Una de sus piezas clásicas de la producción empresarial es el jarrón Aalto, también llamado Savoy.
Trabajó durante unos años en el extranjero, volviendo a Finlandia en 1940, acabada la Primera guerra ruso-finlandesa. Uno de los sitios donde residió fue Estados Unidos, donde fue nombrado profesor de arquitectura en el Instituto Tecnológico de Massachusetts (MIT por sus siglas en inglés).
En 1942 se le eligió presidente de la Asociación de Arquitectos Finlandeses. Concluida la Segunda guerra ruso-finlandesa en 1944 realizó varios proyectos urbanísticos una vez nombrado jefe de la oficina estatal establecida para la reconstrucción del país. Durante la Segunda Guerra Mundial entró en contacto con el clasicismo nazi de la mano de su principal representante, Albert Speer. Entre 1946 y 1948 vivió en Estados Unidos, subsistiendo como arquitecto y profesor. Entonces conoció a Frank Lloyd Wright.
Antes de la muerte de su primera esposa Aino Marsio, los trabajos publicados en la oficina estaban usualmente firmados como «Aino y Alvar Aalto». Marsio colaboraba directamente como diseñadora en aspectos domésticos de los proyectos. Su carácter paciente y calmado fue un balance importante en la impulsiva y poco ortodoxa vida de Aalto. En 1949 su esposa Aino Marsio fallece y en 1952 se casó con Elissa Mäkiniemi, al igual que Aino arquitecta y colaboradora, quien dirigió la construcción de los proyectos inacabados a su muerte, acaecida el 11 de mayo de 1976 en Helsinki.

## Pensamiento y método proyectual
El propio Aalto teorizó sobre su método de proyecto en el artículo La trucha y el río (1947); en él escribió que primero analizaba todos los requisitos del proyecto y entonces, los dejaba de lado para abocetar ideas con trazos sencillos, hasta encontrar aquel dibujo que solucionase todos los condicionantes de partida de manera satisfactoria. Para Aalto la experimentación de las ideas no concluía hasta que el proyecto estaba construido, poniéndose de relieve sus aciertos y defectos; los proyectos, al no considerarse terminados sobre el papel, sufrían modificaciones durante las puestas en obra.
Aalto se empapó de la arquitectura moderna e internacionalizadora pero, al igual que otros arquitectos de la segunda generación, buscó la manera de agregar las variables de cada territorio y cultura. Pensaba en las relaciones de las piezas por sí mismas y en aras de un todo que atendía a cultura, sociedad y emplazamiento, extendiendo el razonamiento a los propios materiales. Esto partía en Aalto, según se desprende de sus escritos, de la preocupación por la humanización de la arquitectura, en la que esta se entiende como propuesta cultural que responda a una sociedad concreta y no solo como algo funcional y técnico; la manera de conseguirlo era proyectando espacios que fueran simultáneamente funcionales y ergonómicos, lo que terminó desembocando en la adopción de una arquitectura orgánica.
Por otro lado, para Aalto la pintura y la arquitectura se habían influenciado mutuamente, así como pensaba que las artes compartían orígenes y procesos. En este sentido, se vio influido por los pintores Paul Cézanne y Fernand Léger, de quien fue amigo.
Él creía en la inspiración que producían otras artes; Él dibujó, pintó y esculpió durante toda su vida. "The three art forms of architecture, painting and scupulture are linked to one another in that they are all manifestations of the human spirit base on materia", es decir, su teoría que sustentaba el hecho de que las artes estaban ligadas una con otra como manifestaciones del espíritu humano en materialidad eran fundamentales en su vida como arquitecto. 
De hecho en una descripción de su obra maestra, la Villa Mairea en Noormarkku, 1938-1939, Aalto confesó. "En esta edificación los diseñadores buscaron aplicar un concepto especial conectado con la pintura moderna". Un dato importante es que Aalto en su proceso de diseño él practicaba la pintura y la escultura, él decía: "Las pinturas y las esculturas son una parte de mi método de trabajo, por el cual yo no estoy dispuesto a verlos por separado de mi arquitectura, como si ellos pudieran expresar algo más allá de esto. Son para mí ramas del mismo árbol del cual el tronco es Arquitectura".

### Alvar Aalto y la crítica a los CIAM
En 1929 Aalto fue invitado a participar como miembro numerario del CIAM II en Fráncfort del Meno (Alemania). En el CIAM III (1930), dedicado al estudio de la vivienda, expone prototipos de viviendas estandarizadas. Después pierde el interés por el funcionalismo puro y lo gana por la modernidad expresionista y la arquitectura orgánica, demostrando admiración por arquitecturas como las de Frank Lloyd Wright. Influenciado por la arquitectura de corte nacional de su país, Alvar Aalto participó activamente en los CIAM defendiendo una postura humanizadora y criticando el funcionalismo convertido en formalismo. Su propia arquitectura se distorsiona para poder responder a los condicionantes particulares de cada proyecto con elegancia y genialidad. Así mismo, se enfrentó con la estética maquinista, fría y alejada de la gente, tanto en la arquitectura como en los muebles y otros objetos. A raíz de este interés estudió con Aino la flexibilidad de la madera laminada como material cálido, para la producción en serie de objetos cotidianos construidos con ella.
Su postura en los CIAM, representada por sus propios proyectos, criticó en definitiva la concepción moderna a lo Estilo Internacional, destacando la dualidad ciencia-arte de la arquitectura y respetando la aportación de la psicología.

La arquitectura no es una ciencia. Sigue siendo el gran proceso sintético de la combinación de miles de funciones humanas definidas (...) El funcionalismo es correcto, solo si puede ampliarse hasta abarcar incluso el campo psicofísico.
Alvar Aalto

### Etapas artísticas

#### Romanticismo nacional

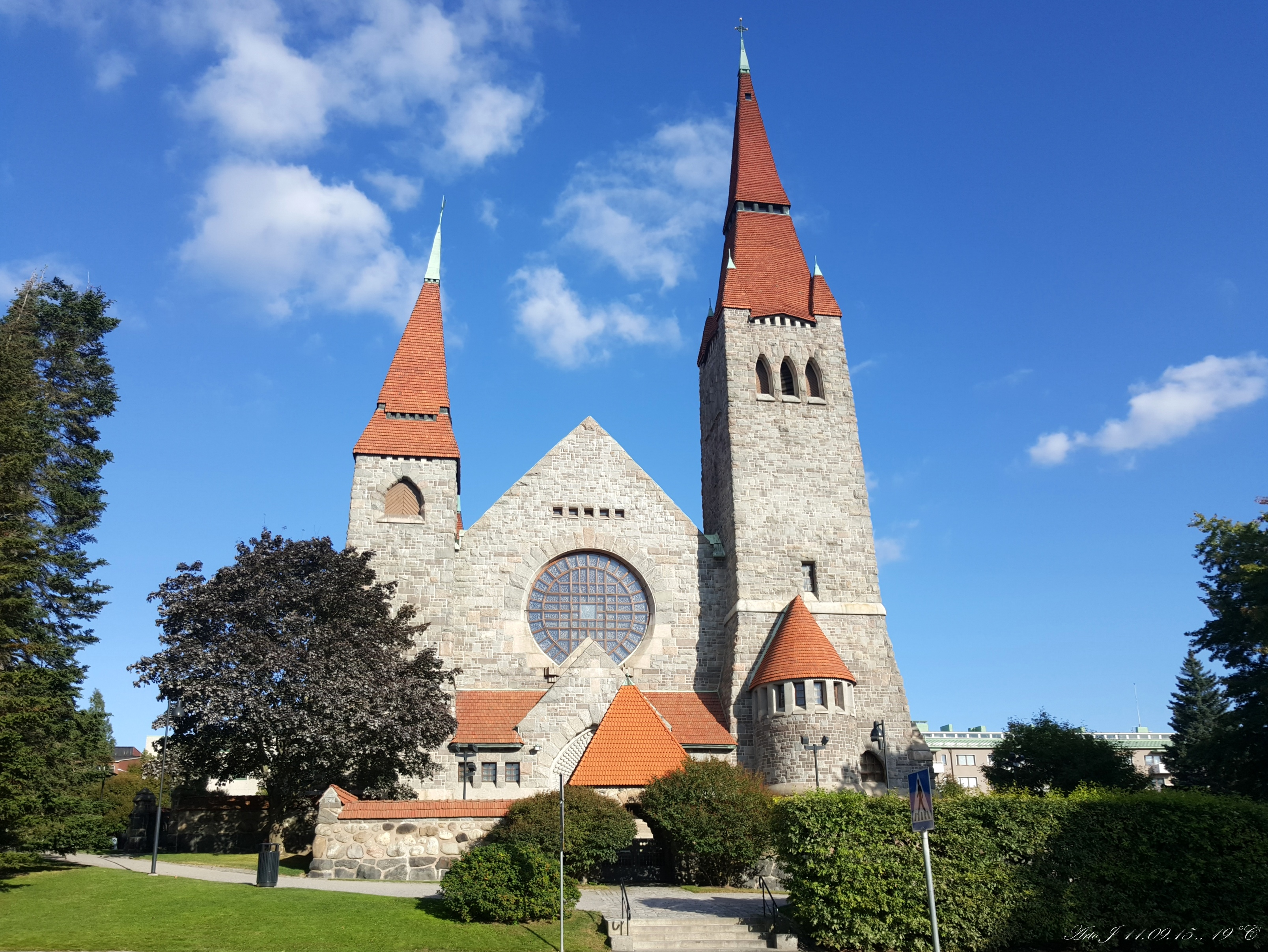
Catedral de Tampere, obra medievalista de Lars Sonck, a quien Aalto admiraba en su época de estudiante.

Aunque la obra de Aalto no puede incluirse en esta categoría, el Romanticismo nacional, nacido como movimiento social en 1891 en reacción a los dominios sueco y ruso, marcaba aún la arquitectura y el ámbito académico finlandés en su época de estudiante. La arquitectura finlandesa asociada al movimiento buscó referencias nacionales en la cultura medieval. Gracias a esto se recuperaron los materiales tradicionales: madera, piedra y ladrillo. Otras artes se vieron afectadas, ejemplos son la música (Jean Sibelius) y la pintura (Akseli Gallen-Kallela). Ejemplo de arquitecto romántico nacionalista fue Lars Sonck, por quien Aalto sintió admiración en su juventud. Su influencia quedó patente en la iglesia de Mikaelinkkirko (Turku, finalizada en 1905), cuyo concurso ganó siendo estudiante, realizada en estilo neogótico y construida en piedra.
Según avanzaban los primeros años del siglo XX, sin embargo, los arquitectos finlandeses diversificaron sus influencias y el Romanticismo nacional perdió adeptos al igual que lo hicieron las corrientes asociadas de su época, como el Art Nouveau belga y el Modernismo español.

#### Clasicismo nórdico
Recién iniciada la segunda década del XX el Clasicismo caló con fuerza entre los países del norte de Europa. Los ojos se volvieron a Italia una vez más en la historia del arte. El mismo Aalto estudió y escribió sobre el país tras visitarlo con su esposa. Esta corriente fue la dominante en los últimos años como estudiante del arquitecto y en los primeros como profesional, lo que seguramente le dotó de las referencias clásicas que pueden encontrarse en su obra. Varias de sus primeras obras revelan la influencia de esta corriente, especialmente influido por Gunnar Asplund, principal arquitecto clásico sueco de la época.

#### Racionalismo

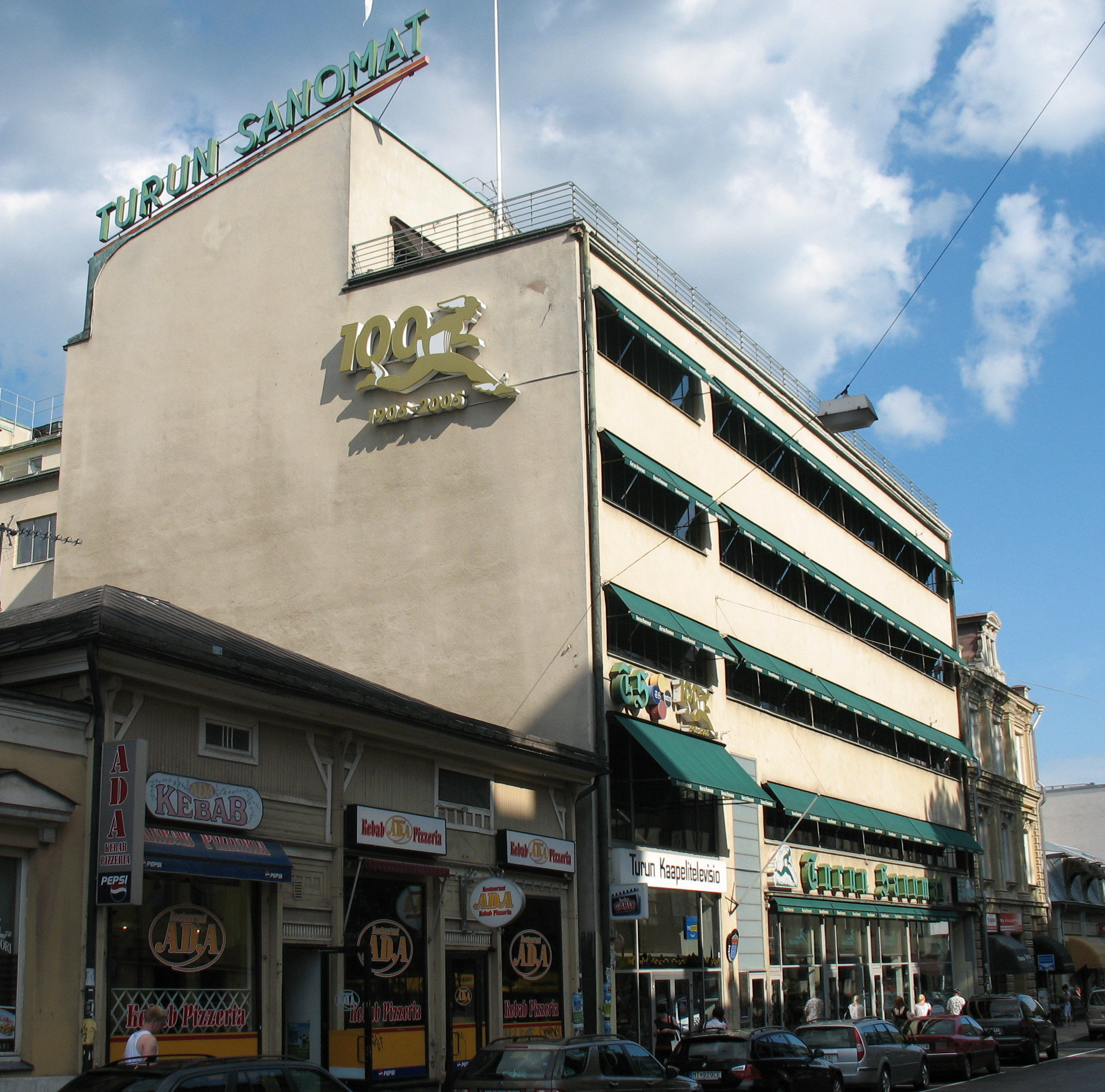
Sede del periódico Turun Sanomat en Turku, considerada como primera obra plenamente racionalista de Aalto.

En los años 1920 los escandinavos se interesaron por los principios funcionalistas, la estética industrial, las superficies puras, la independencia de la estructura respecto de los cerramientos y la tabiquería, la vivienda mínima, la vivienda colectiva, la zonificación, etc. En esos años, en los que viaja mucho por Europa, Alvar Aalto se interesó más por los elementos sociales y culturales que brindaban las nuevas vanguardias, en especial en cuanto a la vivienda, convertida en centro de la arquitectura, que por sus posibilidades de producción en serie. En esa época está activo publicando artículos sobre arquitectura y participando en los Congresos Internacionales de Arquitectura Moderna, comprometido con el Movimiento Moderno, hasta los primeros años 1930.
En 1924, con la Casa para obreros, pierde la simetría, recurso clásico no deseado por la mayoría de los modernos. Sin embargo, su racionalismo aún era algo tímido en las obras que realizó entre 1927 y 1929, cuando ya se había desapegado del Clasicismo Nórdico. Su primer edificio considerado como plenamente moderno fue el proyectado para el periódico Turum Sanomat en Turku.

#### Acentos personales
Una serie de obras realizadas más allá de 1930, entre las cuales sobresale Villa Mairea (1937), marcan una nueva fase en la obra de Alvar Aalto, en la que su arquitectura moderna pierde su pureza para enriquecerse con giros propios, quizá influidos por el superado romanticismo. A esta etapa pertenece también, entre otros, el Pabellón para la Feria Mundial de Nueva York (1939).

#### Neoempirismo
Alvar Aalto estuvo en Estados Unidos entre 1946 y 1948, pudiendo entonces conocer personalmente al afamado arquitecto Frank Lloyd Wright, popular sobre todo por sus obras organicistas (término que, como ya advirtió Bruno Zevi, es confuso y debería afinarse). Es entonces cuando, con el encargo de la Baker House (1946-49), comienza la etapa neoempirista de Alvar Aalto, en la que toma esa visión para interpretar el Movimiento Moderno. La visión que entonces toma de la arquitectura le impulsa a buscar y encontrar soluciones que, desde una perspectiva moderna, entronquen los nuevos desarrollos urbanos y arquitectónicos con la ciudad histórica.

## Obras arquitectónicas representativas

### Biblioteca deViipuri

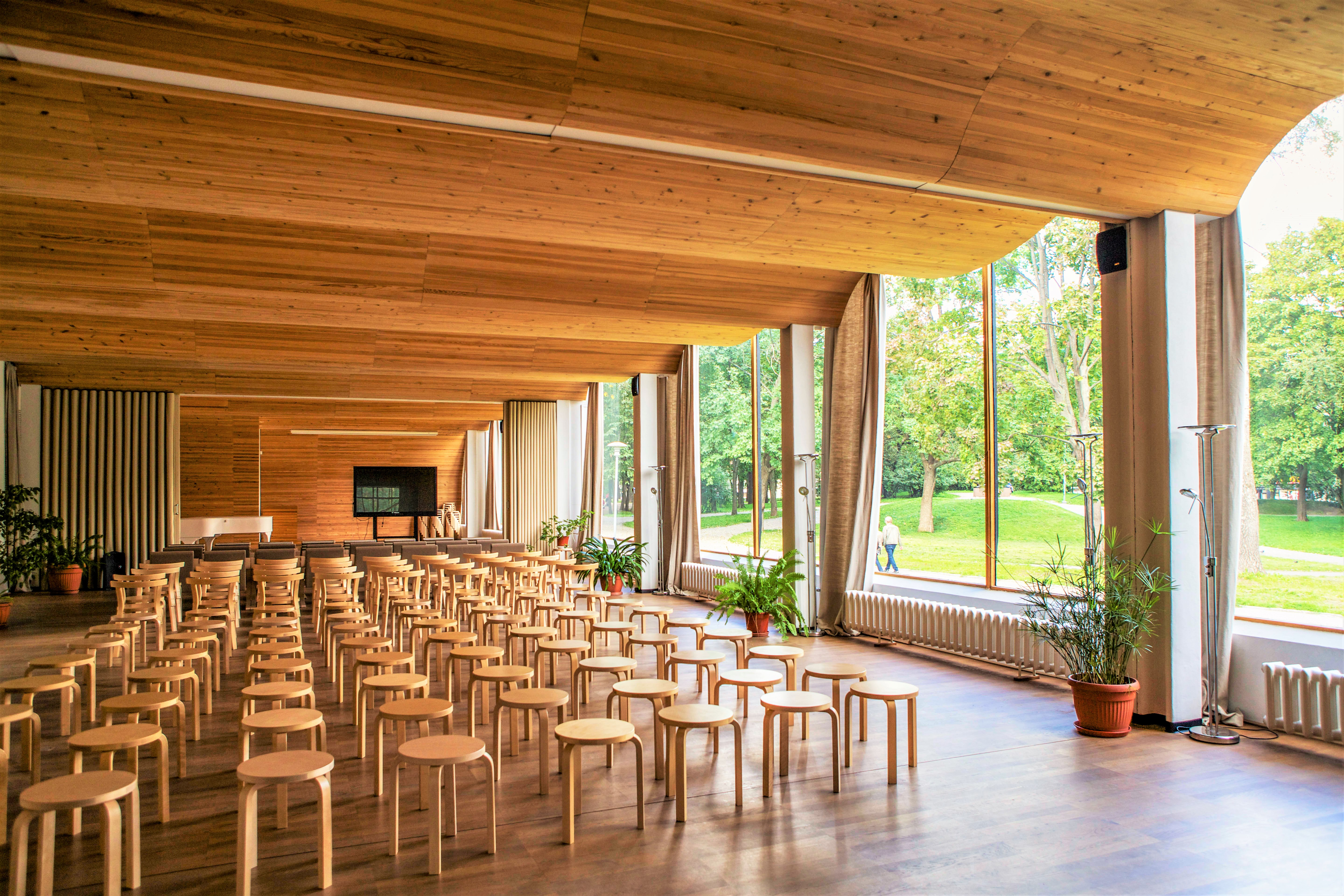
Vista del salón de actos con su cielo-raso ondulado.

Este edificio (1927-1934), dañado durante la primera guerra ruso-finlandesa y casi completamente destruido en la segunda, ganó su importancia histórica del techo ondulado de su salón de actos, construido en madera, un plano continuo y plegado que da la sensación de alargar el espacio. La curva es usada de continuo por el arquitecto a partir de esta obra.
Formalmente eran dos cuerpos rectangulares y de distinto tamaño, colocados sesgadamente y unidos por un sistema de entrada que producía que esta fuera transversal en ambos cuerpos. El volumen mayor se encontraba ocupado en gran parte por la sala de lectura y el menor por la sala de conferencias, mientras que la biblioteca ocupaba la parte baja. En palabras de Alvar Aalto (La trucha y el torrente, 1948), la biblioteca «se compone de varias áreas de lectura y de entrega, escalonadas en diferentes niveles, y en la cumbre se encuentran el centro administrativo y de supervisión. Los dibujos (...) conducían a un entrelazamiento de la sección y de la planta, y a cierta unidad entre la construcción horizontal y la vertical». Desde que Aalto ganó el concurso (1927) hasta que finalmente finalizó el proyecto, Aalto se prodigó en dibujos que él definió como infantiles e ingenuos en los que, tomando la naturaleza como referencia (paisajes, luces naturales), consiguió imaginar la "idea principal" del edificio.
El proyecto es pródigo en detalles. Así, por ejemplo, escasean las ventanas a favor de una iluminación cenital uniforme y de una luz artificial que ilumina suavemente los muros encalados.

### Sanatorio de Paimio

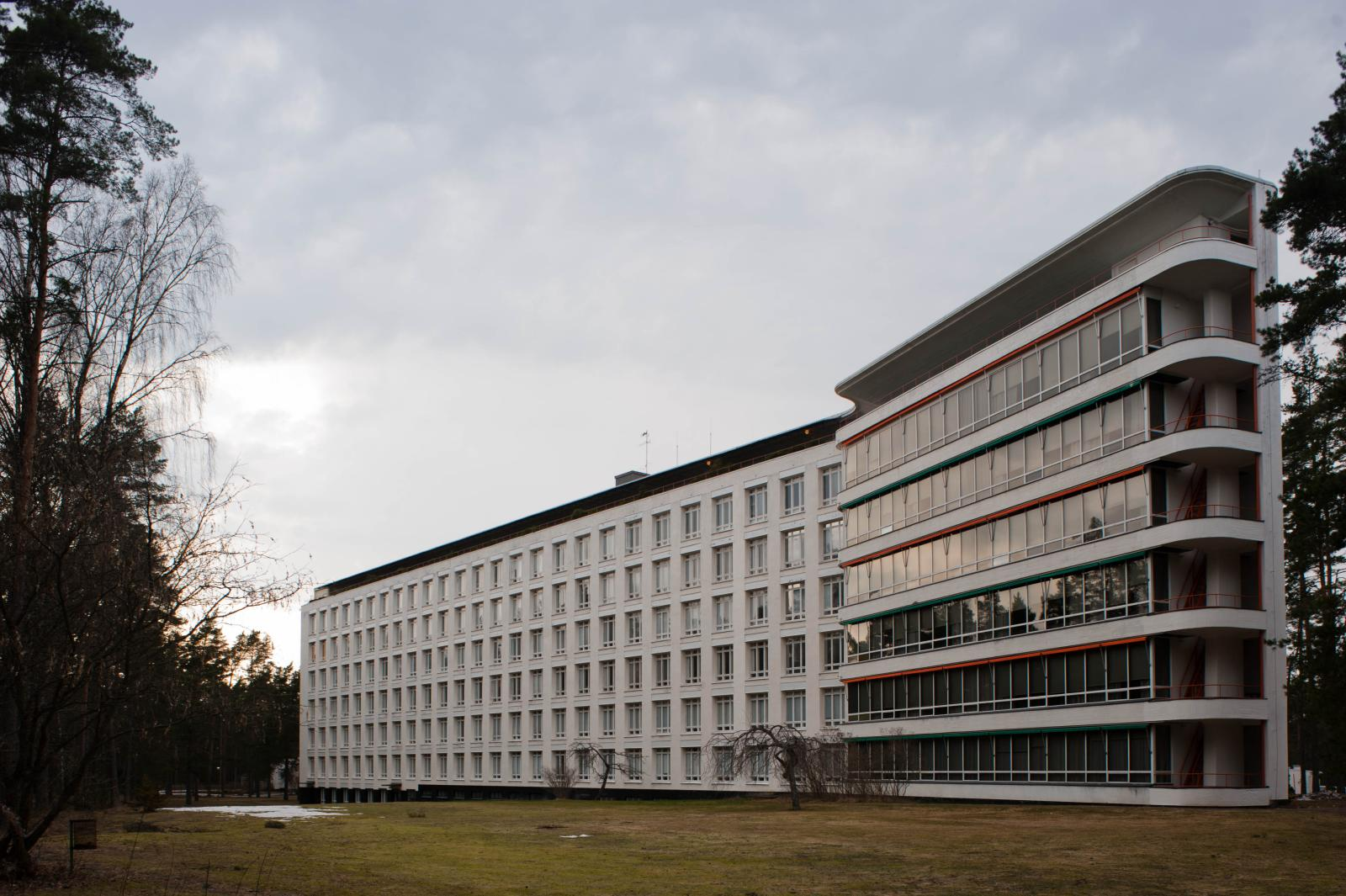
Sanatorio de Paimio.

Situado a 3 km de Paimio, en Finlandia, y construido entre 1929 y 1933, fue uno de los muchos que por esa época se programaron en el país. Aalto, quien se presentó a diversos concursos de las administraciones locales, solo ganó el del sanatorio tuberculoso de Paimio, fallado en 1928. Diseñó para él la silla Paimio, cuyo ángulo, fruto de la interacción con los médicos, facilita la respiración de pacientes con problemas, así como tumbonas de acero.

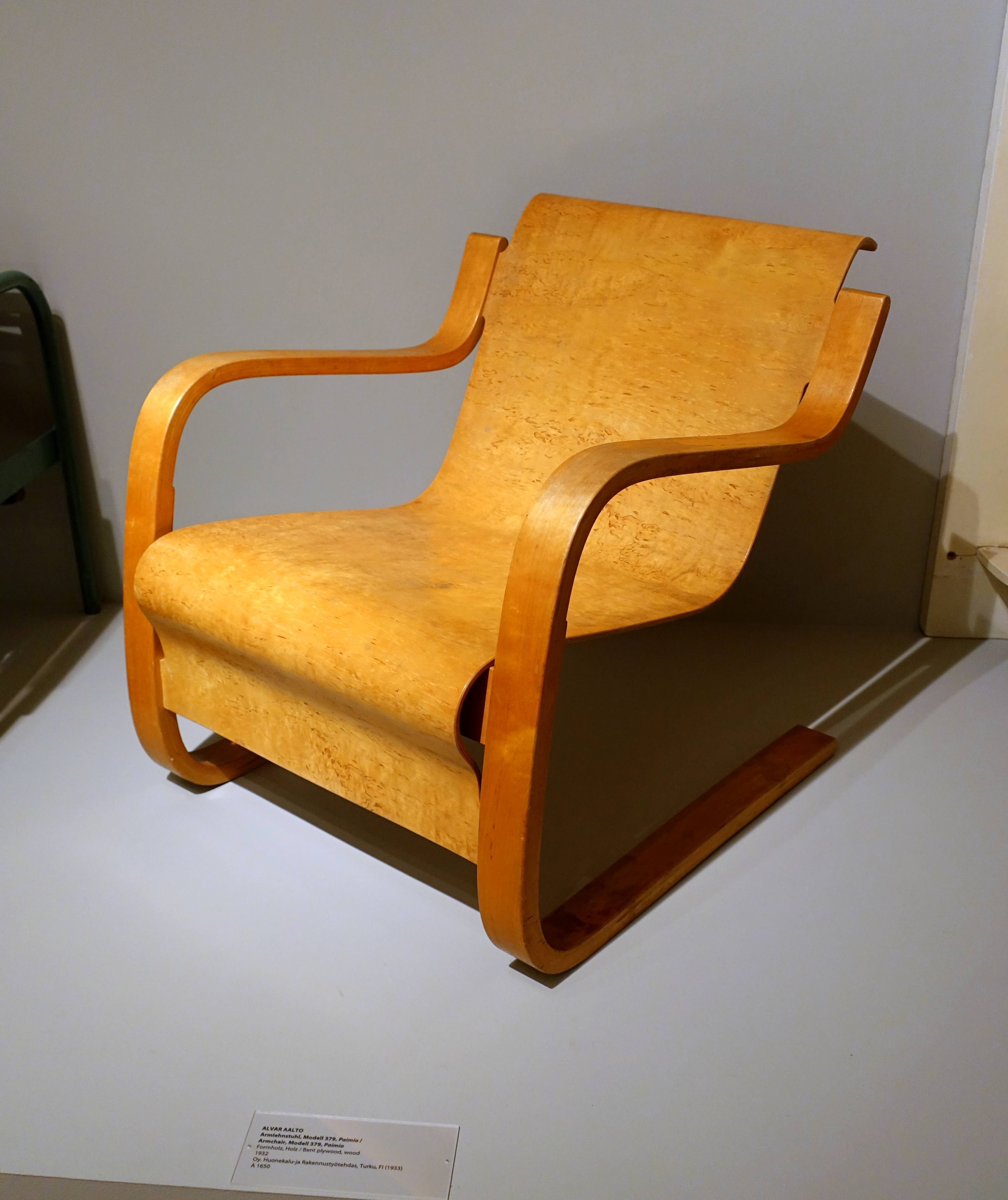
Silla Paimio.

Formalmente el sanatorio se compone de dos volúmenes, uno rectangular muy alargado con las habitaciones y otro de formas singulares con los espacios comunes, de manera que en la intersección de ambos se halla el núcleo de comunicaciones verticales. El ala de pacientes, muy regular, incluye terrazas para que estos puedan tomar el aire. Las zonas comunes tienen cada una distintas forma y orientación. El paisaje que lo rodeaba, un territorio de brezales y bosque de pinos en el que se adaptaron algunos jardines, formó parte del proyecto, a pesar de que con los años ha ido cambiando. El sanatorio, con su distribución asimétrica, sus volúmenes de carácter horizontal, sus ventanas corridas repetidas sistemáticamente y la pintura blanca de los alzados, responde en gran medida al racionalismo del Estilo Internacional. La estructura no es continua y casi nunca se adivina desde el exterior. Si bien es porticada en la mayoría de los casos, el volumen de habitaciones se sostiene por grandes pilares centrales de hormigón armado que permiten dejar las terrazas como losas en voladizo, con un muro pantalla en la cara opuesta que hace las funciones de tirante.
Aalto también proyectó las viviendas de los médicos, separadas del sanatorio y dispuestas en hilera. Se trata de cuatro volúmenes blancos de dos plantas con cubierta plana. Cada una cuenta con dos entradas, la principal y la de servicio. Las zonas de servicio se ubican todas en planta la planta inferior, de manera que sobre la superior, encima de esas zonas, cada vivienda cuenta con una terraza que las separa del resto. Los garajes son externos.

### Villa Mairea

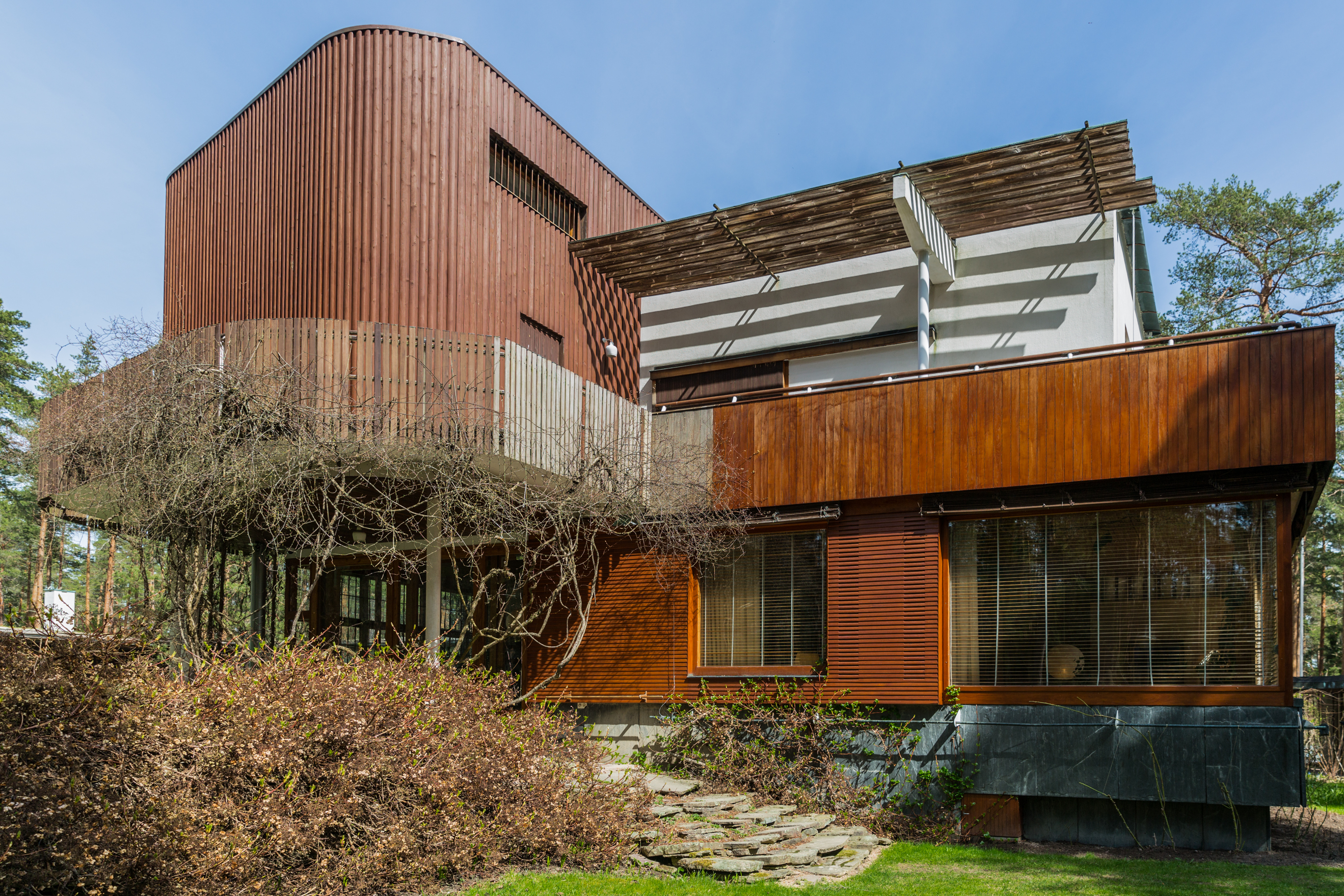
Villa Mairea.

Esta vivienda (1937) fue construida para una empresaria de la madera, con lo que este material jugó un papel importante en su construcción. Formalmente se trata de un edificio en L con un cuerpo independiente, la sauna, algo apartada y ligada a una piscina exterior. Está situada en medio de un bosque, al cual el proyecto presta especial cuidado. La entrada principal se produce en el vértice de la L, de manera que, grosso modo, en una de las alas quedan los espacios más grandes y en la otra los más compartimentados. La relación de los espacios se realiza entre sí, como zonas dentro de un objeto admirable en sí mismo. Su concebimiento supone una ruptura con la arquitectura de su tiempo.
La disposición de la segunda planta es similar, pero la estructura, que mantiene las posiciones, revelando el ritmo lógico con que está dispuesta, cambia de dimensiones y se multiplican en pilares. Este afán por la sutileza se encuentra en todo el proyecto; así, la casa guarda relaciones de cuadrados y proporciones (figura platónica y moderna) que no se advierten a primera vista.

### Pabellón finlandés para la Exposición Universal de Nueva York de 1939
Aalto ganó el concurso celebrado en 1937 para el edificio que habría de representar a Finlandia en la Exposición Universal de Nueva York de 1939. Este contaba con cuatro plantas superpuestas en un solo espacio que ocupaban 16 metros de altura. El nivel inferior estaba ocupado por productos de toda índole, a modo de resumen de lo que se verá en las siguientes. La segunda planta estaba dedicada al trabajo, la cuarta a los finlandeses y en el piso más alto estaba la exposición sobre el país.
Caracterizaron al edificio tres planos inclinados hacia adentro y paralelos, construidos en madera y ciegos -la iluminación es cenital-, que permitían abarcar con la vista objetos lejanos y situados varias plantas por encima, con lo que se establecían relaciones horizontales y verticales. La intención del arquitecto fue volver al concepto tradicional de bazar mediante disposiciones yuxtapuestas (relación horizontal en el mismo nivel) y superpuestas (relación 
vertical de varios niveles) de los objetos, generando la mayor concentración posible. El volumen es exterior es sin embargo unitario, de manera que no permite adivinar cómo es el interior.
El éxito y atractivo del pabellón fue tal que permitió al arquitecto mantener ciertos contactos en los Estados Unidos, que aprovechó durante la Segunda Guerra Mundial para establecerse en el país. El pabellón mereció incluso el elogio de genio por parte de Frank Lloyd Wright, conocido entre otras cosas por desdeñar a muchos grandes arquitectos.

### Baker House

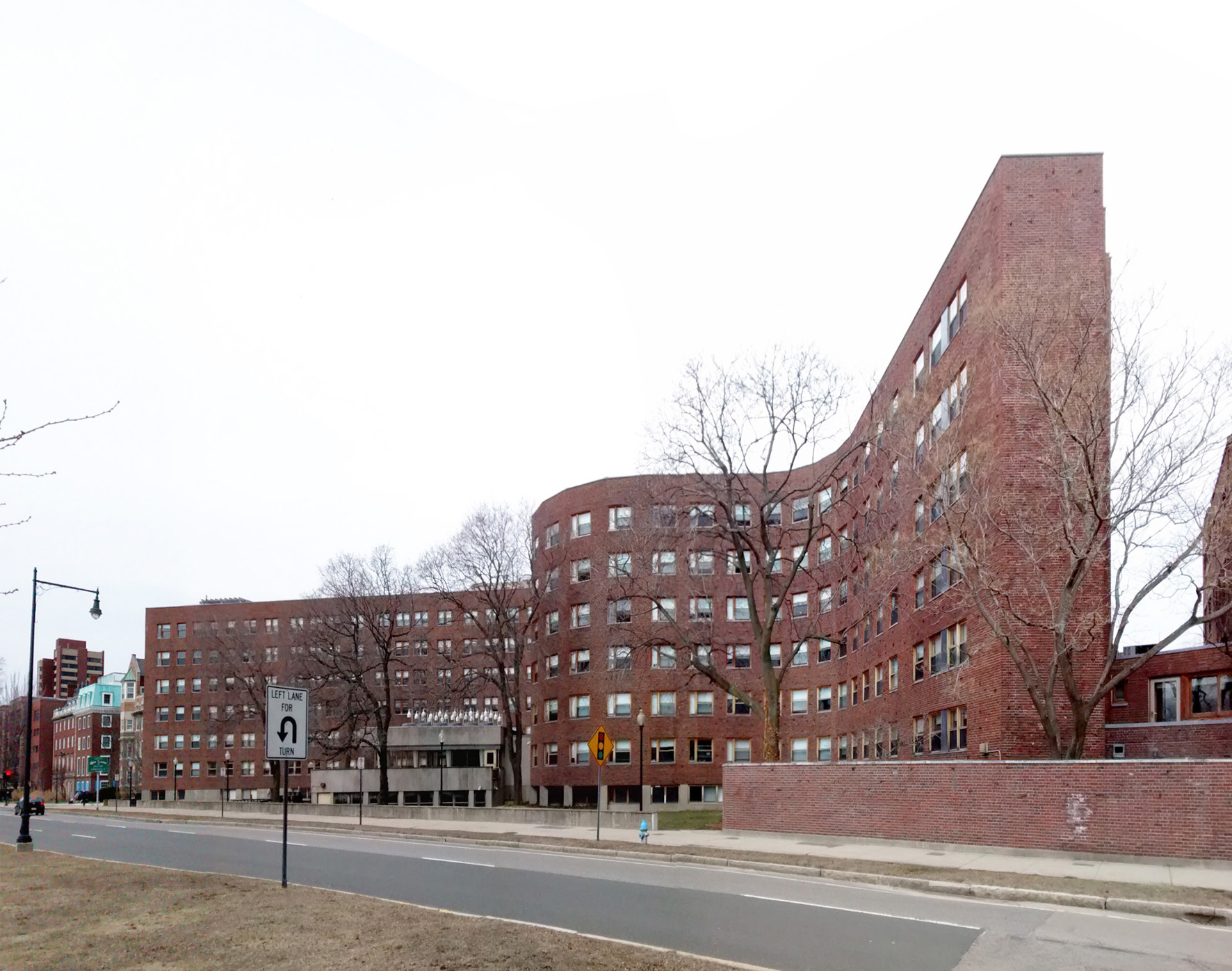
Baker House, Instituto de Tecnología de Massachusetts (MIT).

En 1947 Alvar Aalto construyó esta residencia de estudiantes para el Instituto Tecnológico de Massachusetts (MIT). Aalto utilizó distintos recursos para romper la monotonía de la extensión y el programa requeridos. Incluso, llegó a curvar la fachada, de manera que las habitaciones disfrutaran de la vista del río Charles sin ver desde sus ventanas todo el edificio (esto es, su gran extensión). Igualmente alternó la capacidad y la forma de las habitaciones y combinó las formas y disposiciones de los espacios comunes, incluidas las escaleras, que sobresalen de la fachada posterior; así, todas las habitaciones son distintas y mientras unas miran río arriba, otras lo hacen río abajo. A pesar de la curva la fachada de las habitaciones es un ritmo ininterrumpido. Funcionalmente se entra por la parte posterior y desde allí puede elegirse ir al comedor u otras dependencias que, en planta baja, sobresalen por uno de los lados de la figura sinusoidal de las habitaciones como cuerpos independientes, o acceder a las habitaciones escaleras arriba. En cada piso hay salones comunes de menor dimensión a los principales, situados en planta baja.

### Ayuntamiento de Säynätsalo

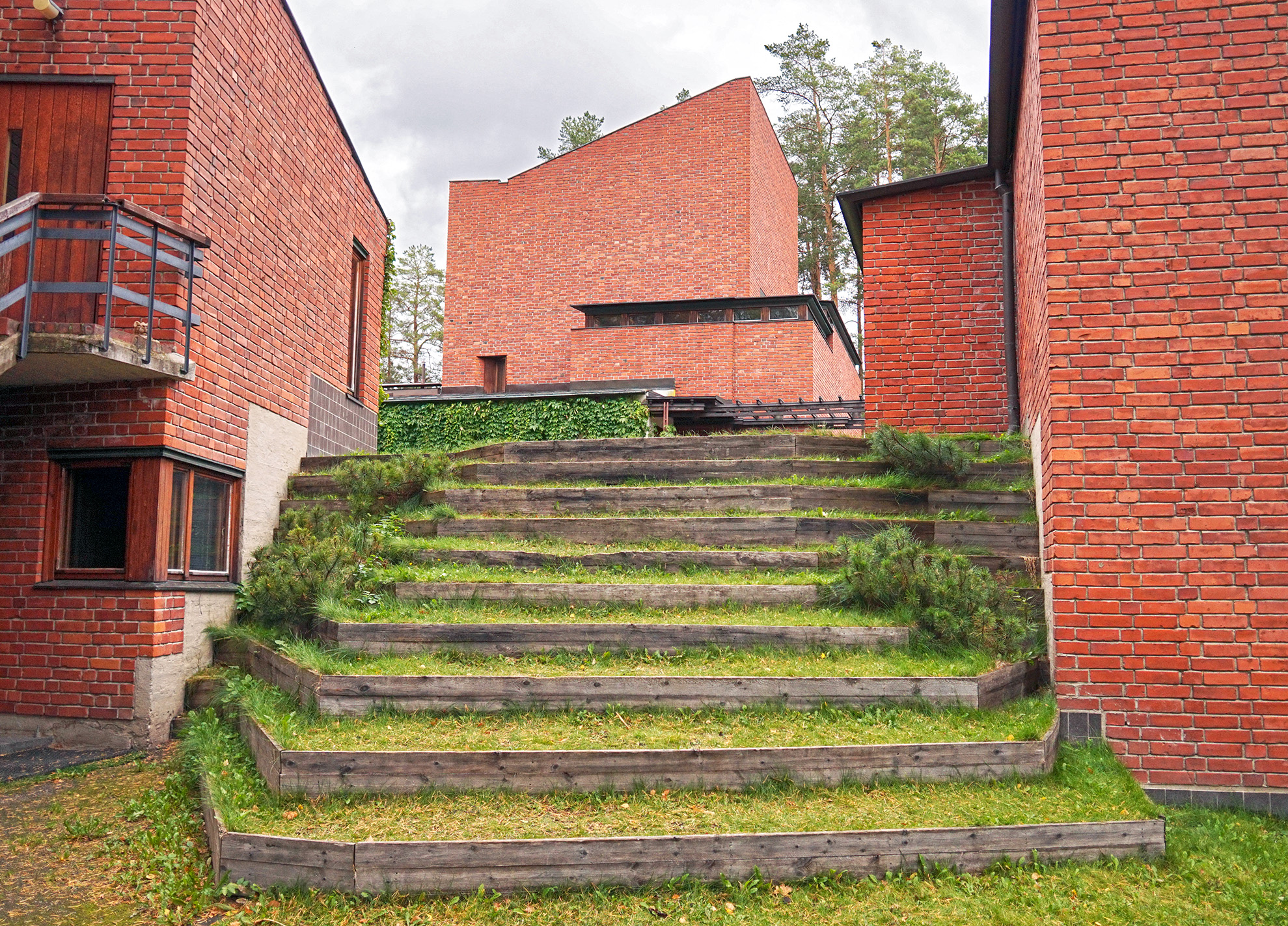
Escalinata vegetal del Ayuntamiento de Säynätsalo.

Espacialmente, el ayuntamiento de Säynätsalo (1952) es una suerte de claustro abierto con cuatro lados, de los cuales uno es la biblioteca y los otros son oficinas. El patio que une los cuerpos está elevado artificialmente, distinguiéndose de la planicie que rodea al edificio, y el cuerpo considerado principal -en el que está la sala de reuniones más importante- se destaca en altura sobre los demás. El espacio central abierto se comunica con la planicie mediante dos escaleras, una de ellas hecha de maderas que contienen terrazas de césped. El material principal de todo el edificio es el ladrillo.

### Universidad Politécnica de Helsinki

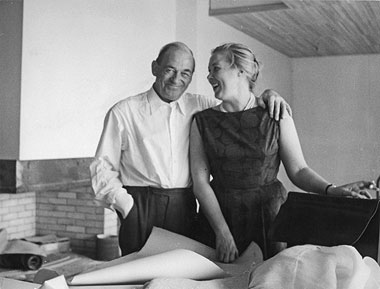
Alvar y Elissa Aalto en la década de 1950.

Alvar y Elissa Aalto se ocuparon del proyecto del edificio principal de esta universidad tecnológica, situada en Espoo, desde 1949. En 1955 los Aalto ya tenían listo el proyecto, que debía construirse en una zona boscosa a diez kilómetros de la capital. El edificio se construyó entre 1953 y 1966 en ladrillo visto, y el edificio principal entre 1961 y 1964.
El diseño del campus se complementó con otros edificios diseñados por los Aalto como el Centro de Deportes. También participaron en el proyecto del campus otros importantes arquitectos fineses: Raili y Reima Pietilä (que hicieron el Centro de estudiantes y Kaija y Heikki Siren (encargados de la Capilla Luterana).

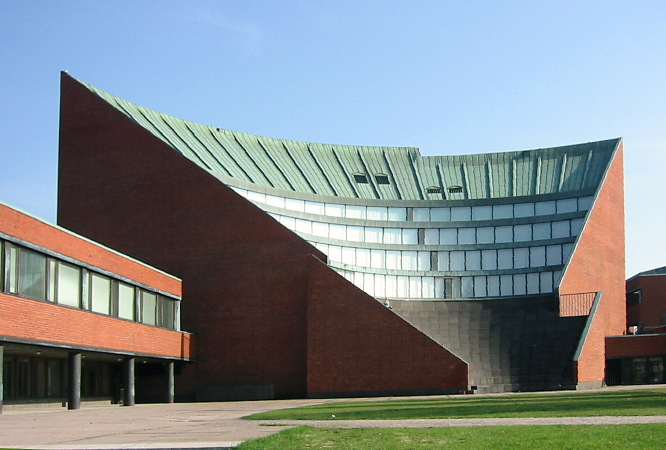
Auditorio de la Universidad Politécnica de Helsinki.

Gran parte del proyecto está ocupado por auditorios creados a la manera de anfiteatros. Las zonas de estudiantes están opuestas a las de administración, cuya área está situada en un extremo. Las aulas se organizan en torno a patios, que sirven además para separar las diferentes áreas de estudio. A un lado de dos de ellos, uno totalmente interior y otro abierto, están las zonas dedicadas al estudio de la geografía y la geodesia. Al otro lado, y separados de la escuela de arquitectura por otros dos patios abiertos, existe una zona general. La escuela de arquitectura, situada en un extremo, está dispuesta en torno a otro patio abierto. La disposición en patios abiertos permite que cada área pueda ampliarse sin que las obras afecten a las otras, de modo que no sea necesaria una reestructuración de las funciones del conjunto del edificio.
La obra, que se proyectó al tiempo que la infraestructura viaria que debía comunicarlo con la ciudad, separa perfectamente el tráfico rodado del peatonal, que baja en terrazas, de manera que los residentes pueden desplazarse de las clases a las viviendas sin tener que atravesar carreteras. Las viviendas, formando parte del mismo conjunto, se ubican en las plantas más elevadas.

### Torre de apartamentos en Bremen

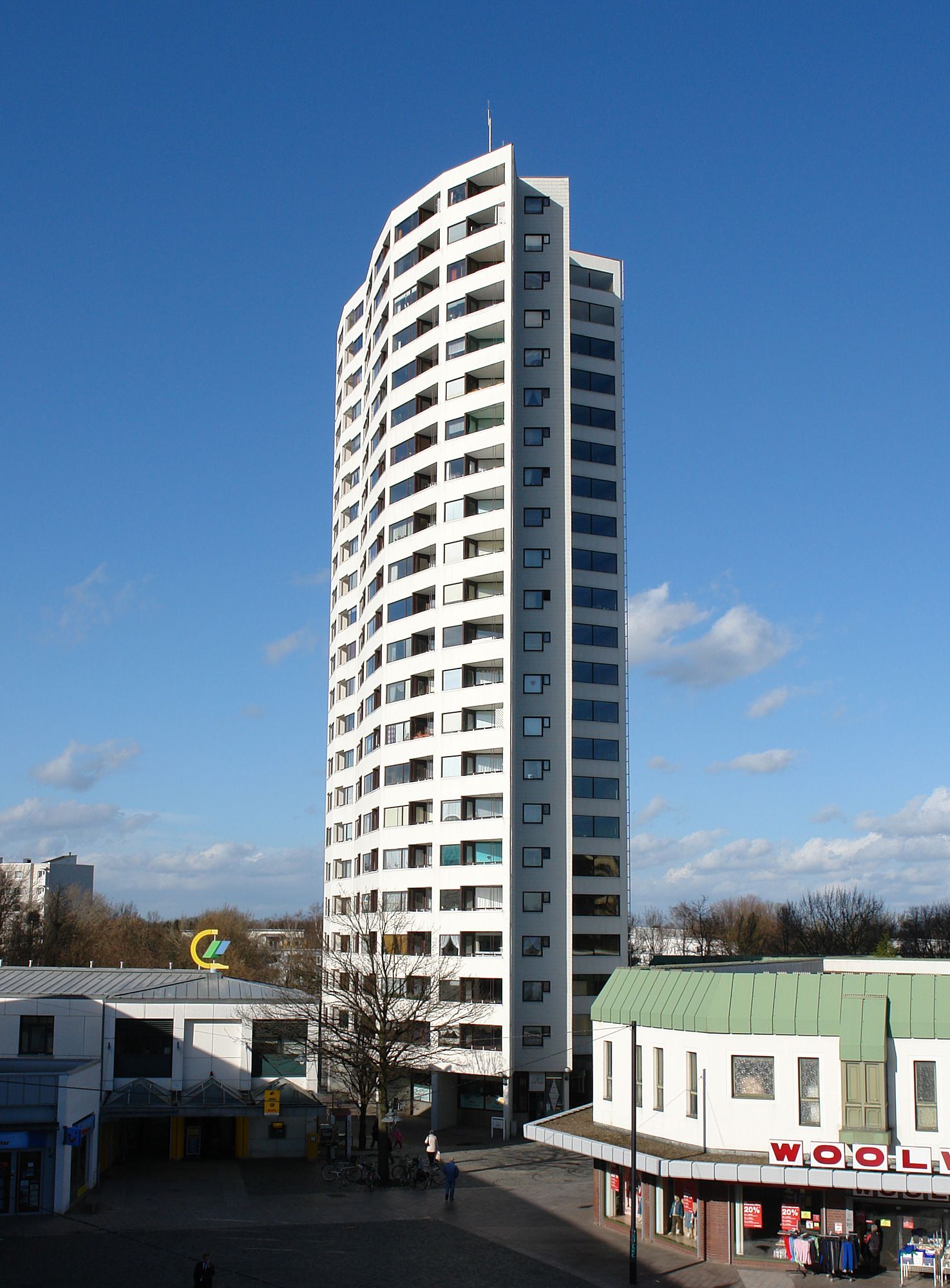
Torre de apartamentos en Bremen.

Alvar Aalto proyectó este edificio (Bremen, Alemania; 1958-62) con forma de abanico, característica en él. Con esta forma singulariza cada apartamento, de manera que todos son distintos aun sin perder las mismas propiedades (una fachada, salida al mismo espacio, igual disposición de los espacios). Además, la disposición en abanico puede tener un origen funcional en cuanto a las comunicaciones, ya que estas, al encontrarse en su vértice, se acortan, evitándose largos pasillos.

### Biblioteca de Rovaniemi

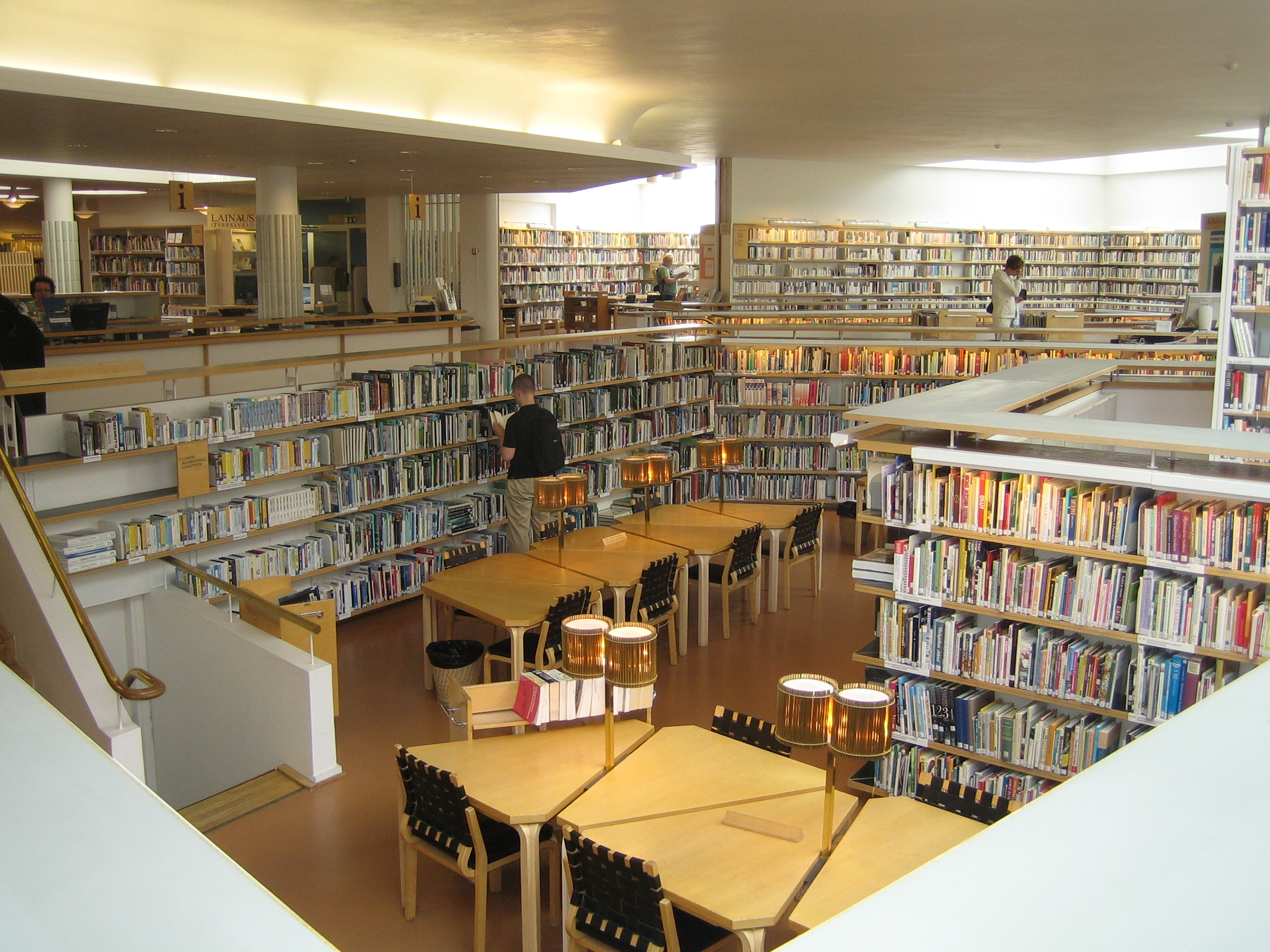
Interior de la Biblioteca de Rovaniemi.

En 1963 Aalto proyectó la biblioteca de Rovaniemi, una de las varias que le fueron encargadas. El edificio se construyó entre 1965 y 1968 como primera fase de un centro cultural y administrativo para la ciudad.
Consta de una pastilla de bajo más una planta de la que sobresale un cuerpo en forma de abanico, que recibe luz del norte a través de una plaza. Este cuerpo contiene las bibliotecas infantil y adulta, un museo y una sala de estudio. El mostrador de vigilancia y préstamos está situado en el centro de la sala, de modo que pueden controlarse desde allí todas las alas. La pastilla acoge diversas funciones; principalmente, de bibliotecas y museos temáticos. El proyecto está realizado de modo que estos usos puedan intercambiarse.
Para las ventanas, Aalto proyectó parasoles.

## Mobiliario

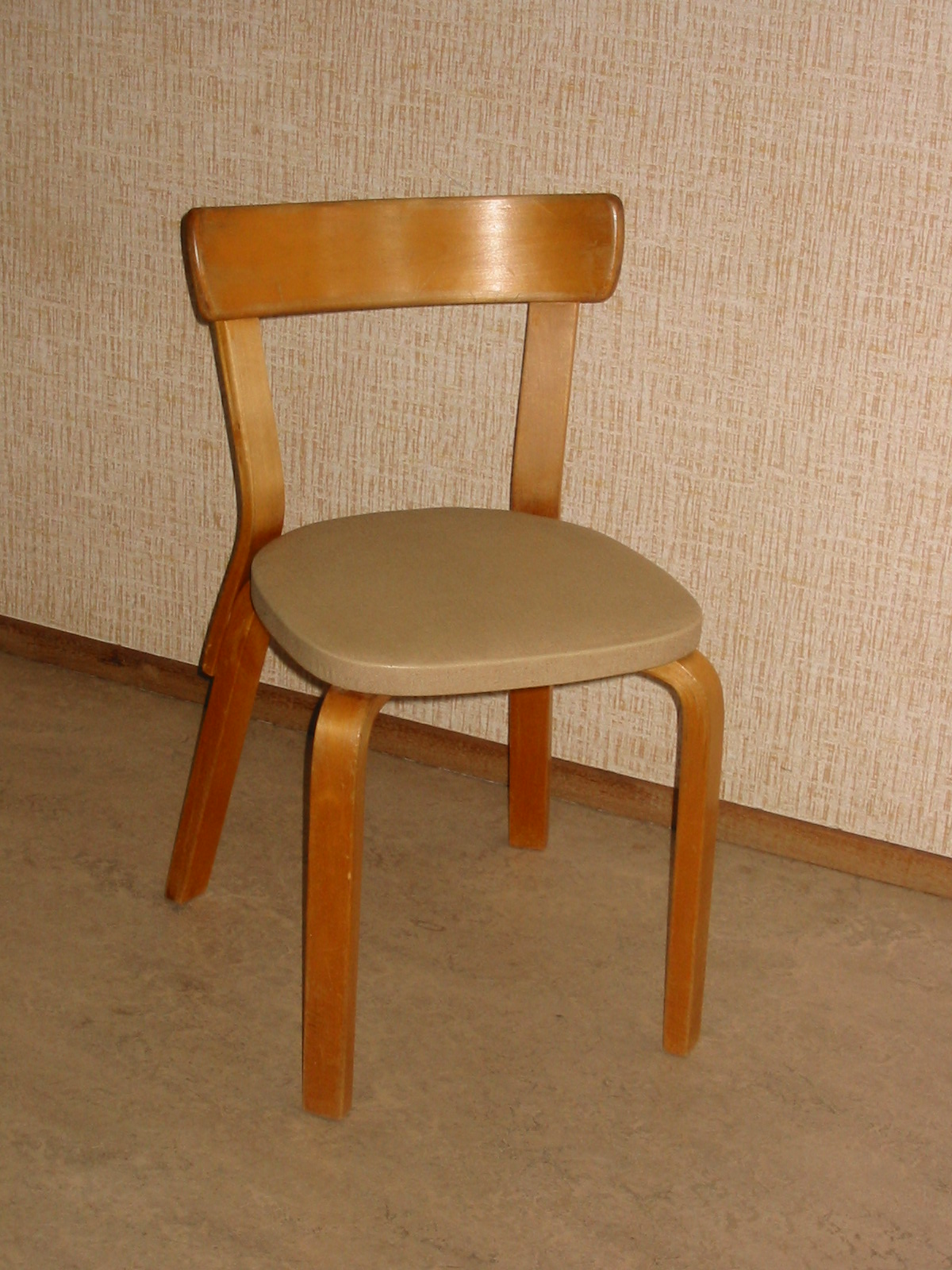
Silla de Alvar Aalto.

Muchos de los objetos que diseñó se siguen produciendo en la actualidad, entre ellos:
- Silla "Paimio" o Model No. 41, producido por Artek (1930-1931)
- Silla Model No. 31, producido por Artek (1931-1932)
- Taburete Model No. 60 y 69, producido por Artek (1932-1933)
- Taburete Y-leg Stool, producido por Artek (1946-1947)
- Tumbona Model No. 43 y silla Model No. 406, producido por Artek (1936)

### Monográficos sobre su obra construida
- Cuito, Aurora (2002). Alvar Aalto. A. Asppan S.L. ISBN 978-84-89439337.
- Dachs, Sandra, Patricia de Muga y Laura García (2008). Alvar Aalto. Muebles y objetos. Naos. ISBN 978-84-34311541.
- Fernández-Galiano, Luis (1997). «Aalto centenario». Arquitectura Viva (66).
- Fleig, Karl (1998). Alvar Aalto. Obras y proyectos (6.ª edición). Barcelona: Gustavo Gili. ISBN 84-252-1398-3.
- Schildt, Goran (1996). Alvar Aalto. Obra completa: arquitectura y diseño. Gustavo Gili. ISBN 978-84-25216800.

### Textos de Alvar Aalto
- Pallasmaa, Juhani, con entrevistas de Alvar Aalto (2010). Conversaciones con Alvar Aalto. Gustavo Gili. ISBN 978-84-252-2273-3.
- Schildt, Goran, con textos de Alvar Aalto (2000). Alvar Aalto. De palabra y por escrito. Biblioteca de Arquitectura (8.º). El Croquis. ISBN 84-88386-04-4.

### Documentales sobre Alvar Aalto
- Rinnekangas, Rax (documental), y Capitel, Antón (libreto) (2009). «Alvar Aalto. Villa Mairea. La esencia de una casa». Arquia Caja de Arquitectos, documental n.º 12 (Idioma: finlandés; subtítulos: castellano e inglés).